# Пітер Корт ван дер Лінден
Пітер Вільгельм Адріанус Корт ван дер Лінден (14 травня 1846 — 15 липня 1935) — нідерландський політик, який обіймав посаду прем'єр-міністра Нідерландів з 29 серпня 1913 по 9 вересня 1918.

## Біографія
Він був останнім прем'єр-міністром, який очолював ліберальний кабінет, і останнім лібералом, який був прем'єр-міністром до Марка Рютте в 2010 році (через 92 роки). Одним із головних досягнень Корта ван дер Ліндена було збереження нейтралітету Нідерландів під час Першої світової війни, хоча особисто він був пронімецьким.
Він також запровадив загальне виборче право в Нідерландах під час того, що зараз відомо як Пацифікація 1917 року. Це дало змогу Соціал-демократичну робітничу партію та Загальну лігу римо-католицьких кокусів перемогти на виборах 1918 року. Місце прем'єр-міністра Корта ван дер Ліндена зайняв католик Шарль Рейс де Беренбрук.

## Ордени
| Почесті        |                                                     |            |                 |                   |
| Стрічка бар    | Честь                                               | Країна     | Дата            | коментар          |
|                | Кавалер Великого хреста ордена Оранж-Нассау         | Нідерланди | 1 серпня 1901 р |                   |
|                | Кавалер Великого хреста ордена Нідерландського лева | Нідерланди | 28 січня 1915 р |                   |
| Почесні звання |                                                     |            |                 |                   |
| Стрічка бар    | Честь                                               | Країна     | Дата            | коментар          |
|                | Міністр держ                                        | Нідерланди | 28 січня 1915 р | Стиль ексцеленції |